# Илнур Закарин
Илнур Закарин (рус. Ильнур Азатович Закарин; 15. септембар 1989) бивши је руски професионални бициклиста у периоду од 2012. до 2022. године, који је последње возио за континентални тим Гаспром—русвело. Завршио је Вуелта а Еспању на трећем мјесту 2017. а по једном је освојио Тур де Романди и Тур д’Азербејџан, док је двапут био првак Русије у вожњи на хронометар. Такође, био је јуниорски шампион Европе 2007. године.

## Јуниорска каријера
Закарин је јуниорску каријеру почео 2007. године и прве сезоне је освојио европско првенство у вожњи на хронометар за јуниоре и освојио је треће место на четвртој етапи трке у Леху. 2009. године, освојио је пету етапу на трци Русије, у Кубану.
У јулу 2009. године, Руска бициклистичка федерације објавила је да је Закарин суспендован на две године, након што је био позитиван на Метандростенолон.
2011. године, вратио се након истека суспензије и остварио је етапну победу на трци у Москви, где је завршио на трећем месту у генералном пласману.

## Професионална каријера

### Почетак каријере
Закарин је 2012. потписао уговор са тимом Итера Каћуша, који је б тим професионалног тима Каћуша.
Прве године освојио је велику награду Доњецка и велику награду Адигеј, у Москви, уз две етапне победе. Закарин је касније возио трку бејби Ђиро, где је победио на једној етапи и завршио је девети у генералном пласману. У финишу сезоне освојио је етапу на трци Тур Алкас.
2013. године, прешао је у руски континентални тим Русвело, након што није задовољио на тренингу тима Каћуша. У тиму Русвело је остао две године. Прве године је освојио етапу на трци Адигеј, у Москви, а у генералном пласману освојио је треће место. У наставку сезоне, остварио је још једну победу, освојио је национално првенство у вожњи на хронометар.
2014. године освојио је велику награду Сочија и Адигеја, а затим и Тур Азербејџана. Тур Пољске је завршио на 21 месту, а Вуелта Бургос трку, на 12 месту. Добре вожње нису прошле незапажене и потписао је двогодишњи уговор са тимом Каћуша.

### 2015
2015. годину, Закарин је почео на Туру Сан Луис, где је завршио на десетом месту. На Туру Баскијске земље, завршио је на деветом месту, након чега је освојио Тур Романдије, престижну етапну трку. Закарин је био добар на брдским етапама и завршио је пети на хронометру. На задњој брдској етапи, Закарин је освојио друго место, иако је морао да промени бицикл, због механичких проблема. У мају, дебитовао је на гранд тур тркама, на Ђиро д’Италији, где је победио на 11 етапи, по киши у Имоли.
Након Ђира, освојио је четврто место на Туру Пољске и треће на Арктичкој трци у Норвешкој.

### 2016
2016. године, освојио је треће место на Вуелта Мурсији и четврто на Париз—Ници, где је победио на шестој етапи, испред Герента Томаса и Алберта Контадора. Вуелта Каталонију је завршио на седмом месту, а добру форму показао је на Лијеж—Бастоњ—Лијежу, где је освојио пето место.
Након успешног почетка сезоне, Закарин је добио улогу лидера на Ђиро д’Италији. Закарин је оправдао поверење тима и био је пети до 19 етапе, где је пао на спусту с кол де Ањела и доживио је прелом леве кључне кости и рамена и напустио је Ђиро.
Успио је да се опорави на време за Тур де Франс, где је ишао у бег на неколико етапа и освојио је 17 етапу, након што се агресивном вожњом одвојио од Рафала Мајке и Харлинсона Пантана на шест километара до циља и тријумфовао соло. Био је толико исцрпљен да је једва закопчао дрес пред крај етапе.